# 紅牙撥鏤尺
紅牙撥鏤尺（こうげばちるのしゃく）は、象牙でつくられた尺（ものさし）であり、東京国立博物館が所蔵する法隆寺献納宝物のひとつである。国の重要文化財に指定されている。

## 資料の特徴
名前が示す通り、赤く染めた象牙でできており、撥鏤（撥ね彫り）の技法によって文様がつけられている。表面には宝相華と蓮の花に乗った鴛鴦（おしどり）が、裏面には草花の文様と鴛鴦が描かれている。
長さは約29.6cm、幅は約2.2cm、厚さは約0.8cmであり、重量は88.6gである。全体がやや湾曲しており、経年によるものとみられるが、製作当初から曲がっていたとする意見もある。

## 作者および年代
正倉院宝物に含まれる同種の資料（「関連する資料」の節を参照）と比較して素朴なつくりであることから、中国より輸入された品をもとに日本で製作されたと考えられる。加えて長さが中国の唐大尺の1尺にほぼ一致しており、この値は大宝律令（701年）によって国内でも使用されるようになったことから、奈良時代・8世紀のものと推定されている。ただし、中国で唐の時代につくられたとする見解もある。

## 来歴
本尺はもとは法隆寺に伝来したもので、寺の伝承によれば、聖徳太子が仏像や袈裟を作ったときに用いたとされる。
1878（明治11）年に皇室に献納された一群の宝物のひとつであり、1882（明治15）年に、新たに開館した東京・上野の博物館（東京国立博物館の前身、1890（明治22）年に帝室博物館となる）に移された。戦後の1949（昭和24）年に所蔵が東京国立博物館となり、現在に至る（以上の記述は項目「法隆寺献納宝物」に基づく）。同館での管理番号（列品番号）はN-58である。
1957（昭和32）年6月18日付で重要文化財に指定された。種別は工芸品、指定番号は787である。

## 関連する資料
正倉院宝物には同名の資料が計6点含まれており、それぞれ「甲」「乙」「第１号」「第２号」「第３号」「第４号」と称されている。